# Mordkhe Schaechter

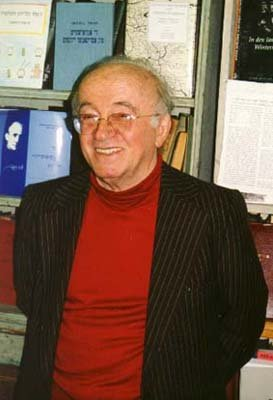
Mordkhe Schaechter (2007)

Itsye Mordkhe Schaechter (geboren 1. Dezember 1927 in Czernowitz; gestorben 15. Februar 2007 in New York City) war ein rumänisch-US-amerikanischer Linguist des Jiddischen.

## Leben
Mordkhe Schaechter wurde im rumänischen Czernowitz in eine jüdische Familie geboren. Seine Mutter Lifshe Schaechter-Widman und seine Schwester Beyle Schaechter-Gottesman (1920–2013) wurden später anerkannte Interpretinnen jiddischer Lieder. Schaechter war Opfer der in Rumänien grassierenden Diskriminierung der Juden, die Familie wurde nach 1941 zwangsghettoisiert, und ihm wurde als Juden der Schulunterricht verweigert. Schaechters Familie floh bei der erneuten sowjetischen Besetzung von Czernowitz 1944 nach Bukarest, wo die Kinder wieder eine Schule besuchen konnte. Schaechter begann ein Studium der Sprachwissenschaft bei Eugen Seidel und der Geografie an der Universität Bukarest, ging 1947 aber in den Westen. Er hielt sich im Lager für Displaced Persons Arzbergergasse im Wiener Stadtteil Dornbach auf, wo er Interviews für das YIVO durchführte. Schaechter studierte Sprachwissenschaften an der Universität Wien bei Wilhelm Havers und wurde 1951 mit der Dissertation Aktionen im Jiddischen: ein sprachwissenschaftlicher Beitrag zur Bedeutungslehre des Verbums promoviert. Im selben Jahr emigrierte er in die USA, wo er um die Staatsbürgerschaft zu bekommen, sich zum Militärdienst im Koreakrieg einziehen ließ.
Schaechter fand danach Arbeit in New York am YIVO bei Max Weinreich, lehrte von 1968 bis 2004 jiddische Sprache am Institut und gab dessen Zeitschrift Yiddishe Shprakh heraus. Von 1981 bis 1994 war er außerdem als Dozent für Jiddisch an der Columbia University tätig und nahm auch Lehraufträge an anderen jüdischen Hochschulen wie dem Jewish Theological Seminary und der Yeshiva University wahr.
Schaechter versuchte die Sprachentwicklung des Jiddischen zu prägen. Er galt als ein entschiedener Vertreter eines Standardjiddisch, das sich wo immer möglich vom Standarddeutschen unterscheiden sollte, sowie derjenigen standardisierten Orthographie, wie sie das Yivo 1937 publiziert hatte. Dazu dienten ihm das Lehrbuch Yiddish II. An intermediate and advanced textbook sowie ein eigens gegründeter Orthographie-Ausschuss, und er veröffentlichte zahlreiche Beiträge zur jiddischen Lexikologie und Orthographie. Er entwickelte fachsprachliche Glossaren zum Gesundheitswesen und zu den Naturwissenschaften. 1979 gründete er die League for Yiddish. Er wirkte auch am Great Dictionary of the Yiddish Language mit, der aber erst nach seinem Tod publiziert werden konnte.
Schaechter erhielt 1984 den im Namen von Chaim Schitlowsky gestifteten Preis und 1994 den Itzik Manger Prize.
Schaechter war mit Charlotte Saffian verheiratet. Sie haben vier Kinder, die 1957 geborene Rukhl Schaechter ist Journalistin und Herausgeberin der Zeitung Forverts, die 1958 geborene Gitl Schaechter-Viswanath ist Schriftstellerin, die Tochter Eydl Reznik ist Lehrerin, und der Sohn Binyumen Schaechter, geboren 1963, ist ein Komponist jiddischer Musik.

## Schriften (Auswahl)
- Aktionen im Jiddischen: Ein sprachwissenschaftlicher Beitrag zur Bedeutungslehre des Verbums. Phil. Diss. Wien 1951.
- Guide to the Standardized Yiddish Orthography. YIVO, New York 1961.
- Eljokum Zunserß werk: Kritische ojßgabe [Die Werke von Eliakum Zunser: Kritische Ausgabe]. 2 Bände. YIVO, New York 1964.
- Mit a gutn apetit! Reschime gastronomische terminen [Guten Appetit! Liste gastronomischer Begriffe]. Foundation for a Living Yiddish, New York / Hamden-Philadelphia 1976.
- Englisch-jidisch werterbichl fun akademischer terminologje [Englisch-jiddisches Wörterbuch der akademischen Terminologie]. League for Yiddish, New York 1988.
- Lajtisch mame-loschn [Bodenständiges Jiddisch]. League for Yiddish, New York 1986.
- Trogn, hobn un friike kinder-jorn [Schwangerschaft, Geburt und frühe Kindheit]. League for Yiddish, New York 1991.
- Kurs fun jidischer ortografje [Kurs wegen jiddischer Orthographie]. 4. Auflage. League for Yiddish, New York 1996.
- Fun folkschprach zu kulturschprach [Von Volkssprache zu Kultursprache]. League for Yiddish / YIVO, New York 1999.
- Yiddish II. An Intermediate and Advanced Textbook [Lehrbuch für Fortgeschrittene]. New York 1993, 4. Auflage 2004.
- Di gewiksn-welt in jidisch [Die Flora auf Jiddisch]. League for Yiddish / YIVO, New York 2005.